# Stelis micragrostis
Stelis micragrostis är en orkidéart som beskrevs av Rudolf Schlechter. Stelis micragrostis ingår i släktet Stelis och familjen orkidéer. Inga underarter finns listade i Catalogue of Life.